# Sarah Köhler
Sarah Köhler (født 20. juni 1994) er en tysk svømmer.
Hun repræsenterede Tyskland ved sommer-OL 2016 i Rio de Janeiro, hvor hun blev elimineret i prøveheatet i 400 meter fri.
Köhler kvalificerede sig til at repræsentere Tyskland ved sommer-OL 2020 i Tokyo. I kvindernes 1500 meter fri endte hun på 6. pladsen i de indledende heats og kvalificerede sig til finalen og vandt bronzemedaljen.